# Ruben Östlund
Ruben Östlund (Styrsö, 13 aprile 1974) è un regista svedese.
Nel 2014 il regista ha vinto il Premio della Giuria nella sezione Un Certain Regard al Festival di Cannes con il film Forza maggiore. Nel 2017 e nel 2022 ha vinto la Palma d'oro al Festival di Cannes, rispettivamente per The Square e Triangle of Sadness.

## Biografia
Östlund ha iniziato la sua attività negli anni novanta come regista di video sciistici, per poi andare a studiare alla scuola di cinema di Göteborg, presso la quale si è laureato nel 2001. È il cofondatore, assieme al produttore Erik Hemmendorff, della casa di produzione Plattform Produktion, che produce i suoi film.
Nel 2004 ha diretto il suo primo lungometraggio non documentaristico, Gitarrmongot (noto anche come The Guitar Mongoloid). Il film ha vinto il premio FIPRESCI alla 27ª edizione del Festival cinematografico internazionale di Mosca ed è stato candidato al Nordic Council Film Prize. Il cortometraggio di Östlund Händelse vid bank (o Incident by a Bank) ha vinto il Golden Bear come miglior cortometraggio alla 60ª edizione del Festival internazionale del cinema di Berlino e il Grand Prix al Tampere Film Festival nel 2011.
Nel 2008 e nel 2011 rispettivamente, Östlund ha diretto altri due lungometraggi, Involuntary (De ofrivilliga) e Play. Il suo film successivo, Forza maggiore, vince il Premio della Giuria della sezione Un Certain Regard del Festival di Cannes. 
Östlund raggiunge la consacrazione con i due film successivi: nel 2017, The Square vince la Palma d'oro al Festival di Cannes e ottiene la nomination all'Oscar per il miglior film straniero; nel 2022 si ripete con Triangle of Sadness, ancora vincitore della Palma d'oro e nominato in tre categorie ai Premi Oscar.

## Filmografia

### Regista e Sceneggiatore

#### Cinema
- Gitarrmongot (2004)
- Involuntary (De ofrivilliga) (2008)
- Play (2011)
- Forza maggiore (Turist) (2014)
- The Square (2017)
- Triangle of Sadness (2022)

#### Documentari
- Familj igen – documentario (2002)
- Fantastic Machine – documentario (2024)

#### Cortometraggi
- Låt dom andra sköta kärleken (2001)
- Scen nr: 6882 ur mitt liv (2005)
- Nattbad (2006)
- Händelse vid bank (2009)

## Riconoscimenti
- Premio Oscar
  - 2018 – Candidatura al miglior film internazionale per The Square (Svezia)
  - 2023 – Candidatura al miglior regista per Triangle of Sadness
  - 2023 – Candidatura alla migliore sceneggiatura originale per Triangle of Sadness
- Festival di Cannes
  - 2008 – Candidatura al Un Certain Regard per Involuntary
  - 2014 – Premio della Giuria in Un Certain Regard per Forza maggiore
  - 2017 – Palma d'oro per The Square
  - 2022 – Palma d'oro per Triangle of Sadness
- Guldbagge
  - 2006 – Candidatura a miglior cortometraggio per Scen nr: 6882 ur mitt liv
  - 2009 – Candidatura a migliore sceneggiatura per Involuntary
  - 2009 – Candidatura a miglior regista per Involuntary
  - 2011 – Miglior regista per Play
  - 2011 – Candidatura a migliore sceneggiatura per Play
  - 2014 – Miglior regista per Forza maggiore
  - 2014 – Migliore sceneggiatura per Forza maggiore
  - 2017 – Miglior regista per The Square
  - 2017 – Candidatura a migliore sceneggiatura per The Square
  - 2022 – Miglior regista per Triangle of Sadness
- David di Donatello
  - 2018 - Miglior film dell'Unione Europea per The Square
  - 2023 - Candidatura al miglior film straniero per Triangle of Sadness